# أوستن هال
أوستن هال (بالإنجليزية: Austin Hall)‏ (1885 - 1933)؛ روائي أمريكي.